# Debbie Scerri
Deborah « Debbie » Scerri (née le 25 mars 1969 à Rabat) est une chanteuse maltaise. Elle est la représentante de Malte au Concours Eurovision de la chanson 1997 avec la chanson Let Me Fly.

## Biographie
Debbie Scerri participe à divers festivals de musique maltais et internationaux durant son adolescence.
Elle fait sa première apparition au Concours Eurovision de la chanson en 1993 en tant que choriste de William Mangion, le représentant de Malte au Concours Eurovision de la chanson 1993 avec la chanson This Time. En 1996, elle participe au concours de sélection de Malte pour le Concours Eurovision de la chanson 1996, qu'elle ne remporte pas.
Un an plus tard, elle remporte le concours de sélection de Malte pour le Concours Eurovision de la chanson 1997 à Dublin avec la chanson pop Let Me Fly. La chanson obtient 66 points et finit à la neuvième place sur vingt-cinq participants. Par ailleurs, on attribue le prix Barbara-Dex à Debbie Scerri, qui en est la première lauréate.
En 2004, elle participe à nouveau au concours de sélection de Malte avec le groupe de rap Prodigal Sons, mais perd.
Elle est ensuite parfois animatrice de télévision et actrice dans des séries télévisées maltaises.
Elle reste active en tant que chanteuse et participe à d'autres concours de musique ; elle se produit dans des clubs maltais et sur des bateaux de croisière. Elle prend part aussi à des comédies musicales.
Sa fille Nicole Vella sera Miss Monde Malte en 2019 et participe à Miss Monde 2019.

## Discographie
Albums
- 1997 : Having You
- 2000 : Tbissima

EPs
- 1995 : Born to Love (avec Alexander Schembri)
- 1998 : Era: The Dance Show (avec la Yada Dance Company)

Singles
- 1997 : Let Me Fly
- 2005 : Perfect Timing